# Міжнародна небесна опорна система координат
Міжнаро́дна небе́сна опо́рна систе́ма координа́т (англ. ICRF — International Celestial Reference Frame) — фізична реалізація Міжнародної небесної системи відліку (ICRS) у діапазоні радіохвиль. Визначена у вигляді каталогу точних положень позагалактичних джерел (здебільшого квазарів), які виміряно методом радіоінтерферометрії з наддовгою базою (РНДБ). 
Система підтримується Міжнародною службою обертання Землі.

## Історія
Первинну опорну систему відліку Міжнародний астрономічний союз ухвалив 1997 року. Вона була визначена положеннями 212 джерел радіовипромінювання. Рівень шумів цієї системи становив близько 250 кутових мікросекунд, а стабільність осей — близько 20 кутових мікросекунд. Це було на порядок краще п'ятого фундаментального каталогу (FK5), який тоді вважався попередньою реалізацією Міжнародної небесної системи координат в оптичному діапазоні. Орієнтація ICRF була узгоджена з орієнтацією п'ятого фундаментального каталогу (у межах точності останнього).
Відповідний каталог містив також положення 396 додаткових позагалактичних радіоджерел, координати яких було визначено з дещо меншою точністю (загалом — 608 джерел).
1999 року було видано розширений каталог, що містив уточнені координати раніше визначених джерел, також до нього було додано 59 нових джерел, координати яких визначено новими спостереженнями (1994—1999 років). Загальна кількість джерел зросла до 667.
2004 року було видано другий розширений каталог, до якого додано спостереження 1999—2002 років. Загальна кількість джерел склала 717.
2009 року було створено оновлену опорну систему ICRF2 (первинна система відтоді отримала позначення ICRF1). ICRF2 визначена положеннями 295 компактних джерел радіовипромінювання (97 із яких було визначено в ICRF1). Рівень шумів становив приблизно 40 кутових мікросекунд, а стабільність її осей — близько 10 кутових мікросекунд. Загалом каталог містив 3414 радіоджерел, положення яких виміряно методом радіоінтерферометрії з наддовгою базою. Передбачалося, що підтримка ICRF2 здійснюватиметься для набору 295 джерел, які мають найкращу стабільність положень та однозначну просторову структуру.

Реалізацію було схвалено було схвалено на 27-й Генеральній асамблеї Міжнародного астрономічного союзу (MAC) 2009 року, а 2011 року її схвалили на 25-й Генеральній асамблеї  Міжнародного геодезичного та геофізичного союзу (МГГС).
Третя реалізація ICRF (ICRF3) містила координати 4536 позагалактичних радіоджерел у трьох діапазонах. Її схвалила 30-та Генеральна асамблея MAC у серпні 2018 року і вона замінила попередню реалізацію (ICRF2) з 1 січня 2019 року.